# خادم الشعب (حزب)
خادم الشعب (بالأوكرانية: Слуга народу)، حزب سياسي أوكراني تم تسجيل الحزب رسميا في (2 ديسمبر 2017). من الناحية القانونية، الحزب هو خليفة حزب التغيير الحاسم (بالأوكرانية: Партія рішучих змін)‏. الذي تأسس منذ أبريل 2016 على يد يوجين يورديجا. أُعيد تسمية الحزب في ديسمبر 2017 بعد نجاح المسلسل التلفزيوني الأوكراني الشهير خادم الشعب الذي أُذيع منذ عام (2015) إلى عام (2017)، والذي كان من بطولة وإنتاج فولوديمير زيلينسكي.

## التأسيس
كان القائد الأول للحزب الذي أعيدت تسميته هو بكانوف ايفان هينادييوفيتش الرئيس التنفيذي لشركة الإنتاج التلفزيوني المنتجة للمسلسل كفارتال 95. في الوقت الذي أنشأت فيه كفارتال 95 الحزب، زعمت الشركة أنه من المهم القيام بتغيير اسم الحزب لـ «خادم الشعب»؛ منعًا لسرقة اسم المسلسل الذي يحمل نفس الاسم «لأغراض سياسية ساخرة». وفقًا لزيلينسكي فإنه في صيف عام 2017 كاد «بعض المحتالين» تسجيل حزب يُدعى «خادم الشعب» لتضليل الناخبين. وصرح زيلينسكي مطلع 2018 أن الحزب «ليس مشروعًا سياسيًا بعد»، وقال عن مستقبله: «لنرى».
في ديسمبر 2017، أعلن 4٪ من الأوكرانيين الذين استطلعت آراؤهم مؤسسة المبادرات الديمقراطية استعدادهم للتصويت لحزب يُدعى «خادم الشعب» في الانتخابات البرلمانية، وفي مايو 2018 ارتفع هذا العدد إلى 5٪ (الحد الأدنى اللازم لاجتياز عتبة الانتخابات الأوكرانية). وعندما حاولت منظمة مراقبة الديمقراطية الاتصال بزيلينسكي وممثلي الحزب في سبتمبر 2018 في محاولة للسؤال عما إذا كان الحزب سيشارك في الانتخابات، ردت متحدثة باسم كفارتال 95 «للأسف، لا يستطيع ممثلو الحزب التعليق على طلبك. لا توجد حاليًا أية معلومات قد تهمك.»
ظهرت لوحات إعلانية تعلن عن «خدام الشعب» في شوارع المدن الأوكرانية في نوفمبر 2018. اعترف زيلينسكي لاحقًا بأن هذه اللوحات الإعلانية كانت تعلن بشكل قانوني فقط عن الموسم الثالث من المسلسل، ولكنها كانت أيضًا جزءًا من حملته الانتخابية حتى يمكن لحملته «توفير الكثير من المال». كان مموّلو الحزب الأوائل إما منظمات غير حكومية لم تضطر إلى الإبلاغ عن أصول تبرعاتهم أو شركات غيرت عناوينها جميعًا في نفس الأسبوع، مما دفع إلى الاعتقاد بأن هذه الشركات مترابطة. تم استلام جميع أموال عام 2018 تقريبًا عشية خطاب زيلينسكي للعام الجديد 2019 الذي أعلن فيه ترشيحه في الانتخابات الرئاسية الأوكرانية لعام 2019.

## الفوز في الانتخابات الرئاسية والبرلمانية 2019

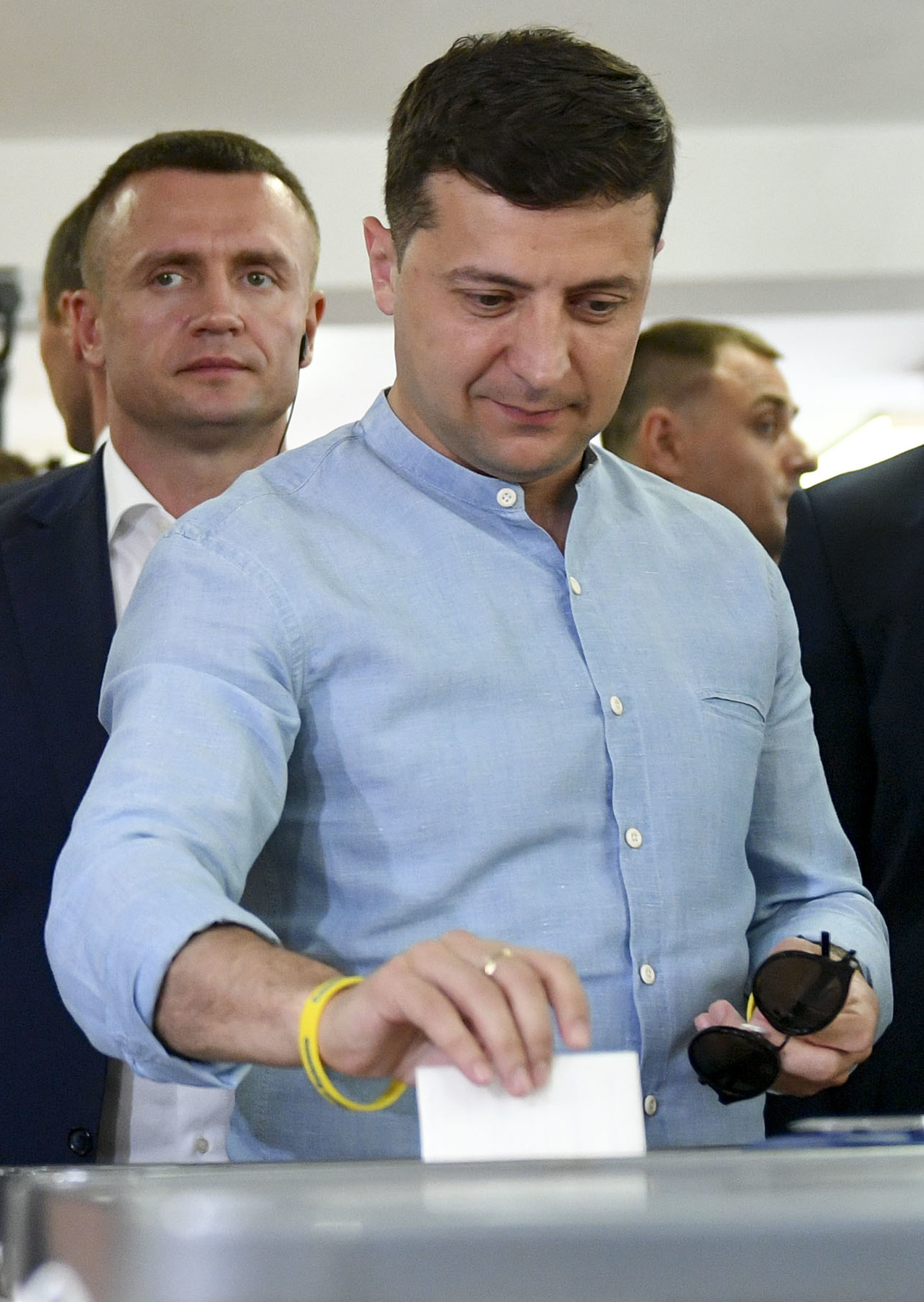
فولوديمير زيلينسكي أثناء تصويته في الانتخابات البرلمانية عام 2019

في أواخر ديسمبر 2018، أُعلن زيلينسكي مرشحًا رئاسيًا عن الحزب في الانتخابات الرئاسية لعام 2019. وبدأ زيلينسكي في قيادة استطلاعات الرأي بحلول مارس. وفاز في الجولة الأولى من الانتخابات الرئاسية، وحصل على المركز الأول وانتقل إلى جولة الإعادة ضد الرئيس وقتها بوروشنكو في 21 أبريل 2019، وفاز في الانتخابات بأكثر من 73٪ من الأصوات. صرح زيلينسكي أن الحزب لن يدخل في حكومة ائتلافية مع كتلة بترو بوروشينكو، ولا مع منصة المعارضة - من أجل الحياة.
في خطاب تنصيبه أمام البرلمان في 21 مايو 2019، حل الرئيس زيلينسكي البرلمان وأصدر مرسوماً بإجراء انتخابات مبكرة في 21 يوليو 2019. وفي 27 مايو 2019، عُيِّن دميترو رازومكوف كرئيس للحزب بدلاً منباكانوف إيفان، وأولكسندر كورنينكو رئيسًا للمقر الانتخابي للحزب، وميخايلو فيدوروف كرئيس للاستراتيجيات الرقمية للحزب.  وفي 2 يونيو 2019 انتهى تسجيل المرشحين المحتملين للترشح للحزب في دوائر الأغلبية خلال الانتخابات البرلمانية الأوكرانية لعام 2019. وأكد زعيم الحزب رازومكوف في 7 يونيو 2019 أنه لن يكون هناك نواب حاليون على قائمة الحزب للانتخابات البرلمانية لعام 2019، لكن القائمة الانتخابية ستتألف من «سياسيين طموحين جدد».
عقد الحزب مؤتمره الأول في 9 يونيو 2019. وحضر الرئيس زيلينسكي وزعيم الحزب رازومكوف، وأعلنوا عن الأسماء الأولى لمرشحي دائرة الأغلبية للحزب و97 مرشحًا من قائمة الحزب المغلقة على مستوى البلاد. الأسماء المعروفة في قائمة الحزب على الصعيد الوطني هي: الرياضيون الأولمبيون أولها سالادوخا، فاديم غوتزيت وزان بيلينيوك والرئيس التنفيذي طويل الأجل لمجموعة 1 + 1 الإعلامية ‏ أولكسندر تكاتشينكو. وبعد ثلاثة أيام، انسحب غوتزيت ومرشحان آخران من الانتخابات. خلال الانتخابات التمهيدية، سلطت الصحافة والنشطاء الضوء على أكثر ممثلي الحزب إثارة للجدل، مثل أولكسندر دوبينسكي وماكس بوزانسكي. في 19 يوليو 2019، دعا زعيم حزب حركة القوى الجديدة ميخائيل ساكاشفيلي أنصاره إلى التصويت لحزب خادم الشعب في الانتخابات البرلمانية.في أواخر ديسمبر 2018، أُعلن زيلينسكي مرشحًا رئاسيًا عن الحزب في الانتخابات الرئاسية لعام 2019. وبدأ زيلينسكي في قيادة استطلاعات الرأي بحلول مارس. وفاز في الجولة الأولى من الانتخابات الرئاسية، وحصل على المركز الأول وانتقل إلى جولة الإعادة ضد الرئيس وقتها بوروشنكو في 21 أبريل 2019، وفاز في الانتخابات بأكثر من 73٪ من الأصوات. صرح زيلينسكي أن الحزب لن يدخل في حكومة ائتلافية مع كتلة بترو بوروشينكو، ولا مع منصة المعارضة - من أجل الحياة.
في الانتخابات البرلمانية 21 يوليو 2019، كان المرشحون العشرة الأوائل  هم دميترو رازومكوف، ورسلان ستيفانتشوك، وإرينا فينيديكتوفا، ودافيد أراكاميا، وهالينا يانتشينكو، وميخايلو فيدوروف، وأليكساندر كورنينكو، وأناستاسيا كراسنوسيلسكا، وزان بيلينيوك. وحصل الحزب على 124 مقعدًا في القائمة الحزبية على مستوى البلاد (43.16٪ من الأصوات) و130 مقعدًا في دائرة انتخابية.